# Tanc Benach
El tanc ràpid Benach fou un projecte de tanc català de 1935, però del qual mai se'n va arribar a produir cap unitat.
El disseny del tanc fou de l'enginyer Joan Benach i Olivella, propietari de l'empresa Maquinaria Moderna para Construcciones y Obras Públicas (també coneguda com a cal Benach) de Sant Sadurní d'Anoia. Benach va patentar el disseny i és possible que esperés poder aconseguir un contracte del govern turc, que ja era client regular dels tractors de la fàbrica, però el projecte no es va arribar a materialitzar. El Ministeri de la Guerra espanyol tampoc no s'hi va interessar, de manera que Benach no va prosseguir amb el projecte i no va arribar a fabricar-ne ni tan sols un prototip.
El disseny del tanc sembla basat en les idees innovadores de l'enginyer estatunidenc John Walter Christie, especialment pel que fa al sistema de suspensió (sistema adoptat, entre altres pels tancs soviètics de tipus BT). L'empresa ja tenia experiència en la construcció de tractors i altres vehicles amb erugues i, posteriorment, ja iniciada la Guerra Civil Espanyola, va construir el tanc Sadurní (el disseny del qual, però, no tenia res a veure amb el del tanc Benach).